# Eurocopter EC120 Colibri
L'Eurocopter EC120 Colibri est un hélicoptère léger monoturbine conçu par Eurocopter en partenariat avec China National Aero-Technology Import & Export Corporation (en), Harbin Aircraft Manufacturing Corporation et ST Aerospace, et assemblé dans les ateliers d'Eurocopter à Marignane. Il a été conçu pour transporter un pilote et quatre passagers, et doté d'une polyvalence pour s'adapter aux besoins de ses clients, qu'ils soient des acquéreurs privés ou des organismes publics, voire militaires. Depuis le changement de dénomination sociale d'Airbus Helicopters, il a été renommé H120. Sa production a cessé en septembre 2017.

## Histoire
L'EC120 Colibri trouve ses origines dans le P120, un projet du constructeur français Aérospatiale destiné à remplacer les hélicoptères monomoteurs légers SA315B Lama et SA340 Gazelle.
La production de EC120 a débuté en 1998. Eurocopter et ses partenaires ont déjà produit plus de 550 appareils. En 2004, le département de la Sécurité intérieure des États-Unis a sélectionné le EC120 B pour équiper ses agents des douanes, et ce pour un montant initial de 75 millions de dollars sur dix ans. En 2006, une nouvelle commande de 15 EC120 B avec une option sur 5 autres appareils a été passée avec Eurocopter.
En janvier 2008, le ministère de la Défense français a désigné l'EC120 comme nouvel hélicoptère d'entraînement de l'Armée de terre en remplacement de la Gazelle SA 342M. Une commande de 36 appareils équipés de pièces d'avionique Sagem est livrée entre 2010 et 2011 à la société civile HELIDAX qui en assure l'exploitation. Ils sont dénommés NHE (pour Nouvel Hélicoptère École) ou Calliope.
En septembre 2017 le dernier H120 Colibri est sorti de l'usine de Marignane, marquant la fin de production de l’appareil construit à près de 700 exemplaires entre 1998 et 2017.

## Variantes
- P120L : désignation du prototype
- EC120 B Colibri : désignation standard
- HC120 : variante chinoise du EC120.

## Spécifications techniques (EC120 B)
Données de Eurocopter EC120 B 2008 Tech Data book
Caractéristiques générales
- Équipage : 1 ou 2 pilotes
- Capacité : 3 passagers
- Longueur : 9,6 m
- Diamètre rotor principal : 10,0 m
- Hauteur : 3,4 m
- Masse à vide : 991 kg
- Charge utile : 724 kg
- Masse maximale au décollage : 1 715 kg
- Moteur : 1   turbine Turbomeca Arrius 2F de 376 kW (504 ch)

 Performances 
- Vitesse à ne jamais dépasser : 278 km/h
- Vitesse de croisière : 223 km/h
- Distance franchissable : 710 km
- Plafond : 5 200 m
- Vitesse ascensionnelle : 350 m/min

## Utilisateurs

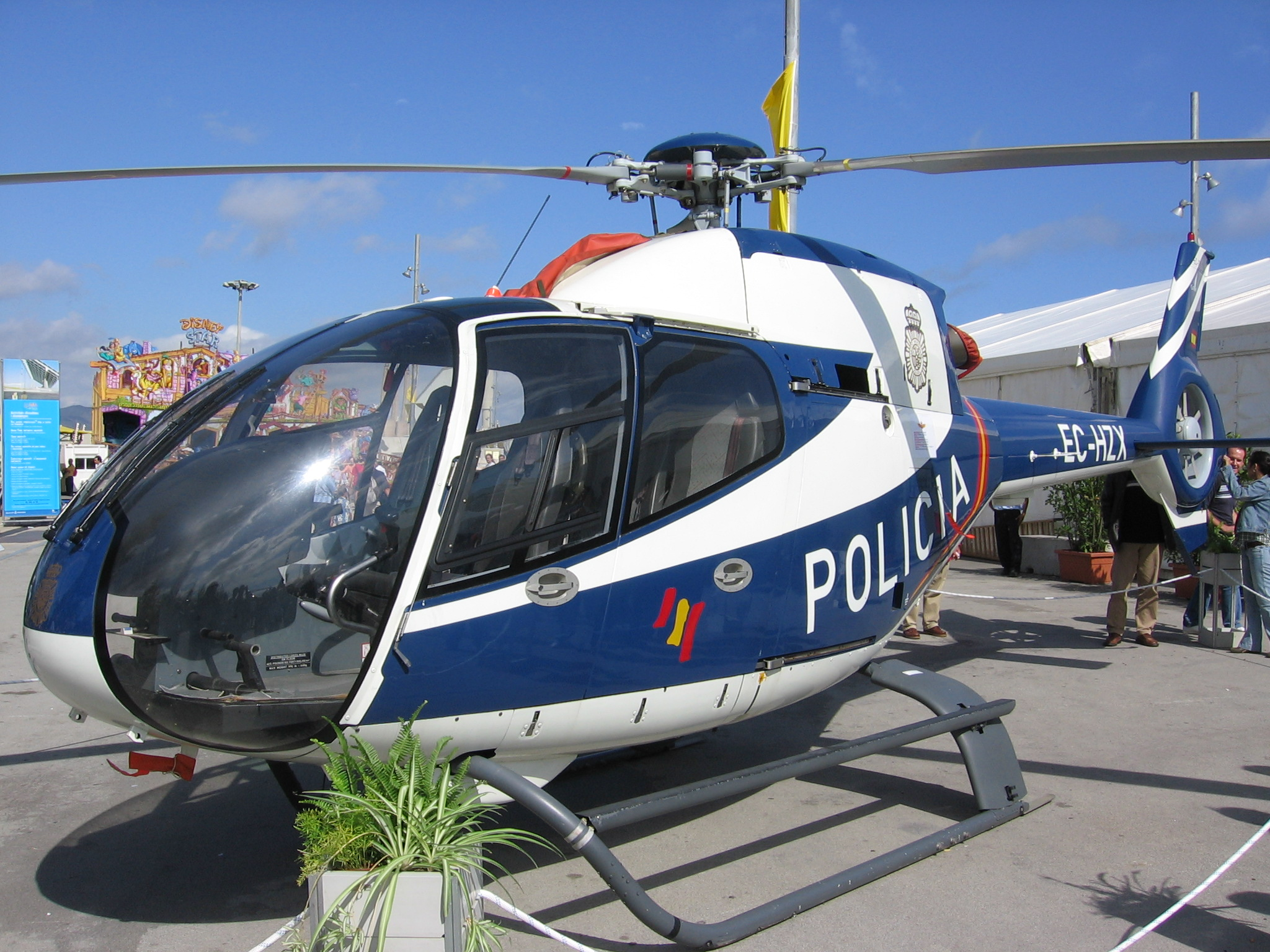
EC120 de la police espagnole.

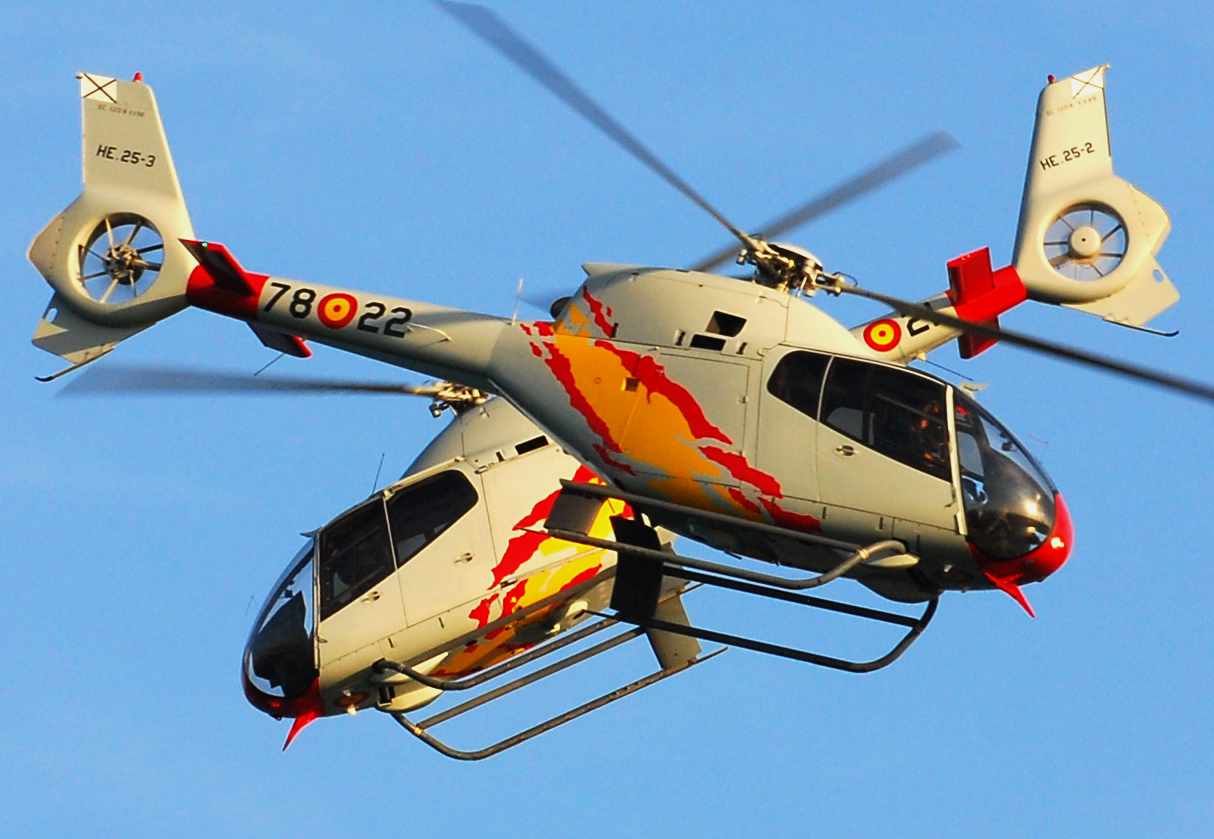
EC120 de la Patrulla Aspa, 2009.

### Civils
L'EC120 est utilisé à la fois par des pilotes privés, des entreprises et des utilisateurs publics (police, gouvernements), tant pour le transport que pour l'entraînement.
- Service des douanes et de la protection des frontières des États-Unis : 18 en 2019[4]

### Militaires
Chine
- Force terrestre chinoise : 26 HC120 en service et 130 autres en commande en février 2011[5]

 République dominicaine
- Force aérienne dominicaine

 Espagne
- Armée de l'air espagnole : 15 en service comme hélicoptère d'entraînement[6]. Ils sont également utilisés par la patrouille de vol acrobatique Patrulla Aspa.

 France
- Aviation légère de l'Armée de terre / Helidax : 36 EC120 B commandés pour remplacer les 54 Gazelles SA 341/342 dans les vols d'entraînement. Le dernier est livré le 10 octobre 2010[7]. Les appareils sont mis à disposition par la société Helidax avec les services de maintenance associés.

 Indonésie
- Force terrestre indonésienne
- Marine indonésienne : 3 EC120 B en service en 2011[5], retrait en décembre 2021[8]
- Force aérienne de l'armée nationale indonésienne : 11 EC120 B en service[5]

 Malaisie
- Force aérienne royale de Malaisie

 Birmanie
- Force aérienne du Myanmar

 Singapour
- Force aérienne de la république de Singapour : la 124e escadrille utilise cinq EC120B[5].

 Vietnam
- La Force aérienne populaire vietnamienne utilise des EC120 B[9].

## Complément